# Залив Шелихова
Зали́в Ше́лихова — залив Охотского моря между побережьем Азии и основанием полуострова Камчатка. Название получил в честь русского мореплавателя Григория Шелихова.
Длина — 650 км, ширина на входе — 130 км, наибольшая ширина — 300 км, глубины до 350 м.
В северной части полуостровом Тайгонос разделяется на Гижигинскую губу и Пенжинскую губу.
В залив впадают реки Гижига, Пенжина, Яма, Воямполка, Малкачан, Кинкиль, Эталона, Ургываям, Пылгаваям, Рамлевеем, Элтаваям, Матаваям, Лесная, Палана, Кокырто, Майнкаптал, Рекинники, Кахтана, Тогатон, Теви.
Покрыт льдом с декабря по май. Приливы неправильные, суточные, до 12,9 м.
Залив богат рыбными ресурсами, объектами рыболовства являются сельдь, корюшка, камбала, дальневосточная навага.
В южной части залива Шелихова находится небольшой архипелаг Ямские острова.